# Zsámbék
Zsámbék (németül: Schambeck vagy Schambek) város Pest vármegyében, a Budakeszi járásban, a budapesti agglomerációban.

## Fekvése, éghajlata, a táj kialakulása
Budapesttől nyugatra 35 kilométerre, a Nyakas-hegy gerincének tövében, a Zsámbéki-medence északnyugati szélén fekszik, és annak névadó települése. Földrajzilag a Gerecse tájegység egyik nyúlványához tartozik. Környező települések: Tök, Perbál, Páty, Herceghalom, Mány, Bicske, Szomor.
Éghajlati viszonyai közel azonosak a főváros budai oldaláéval, bár nyáron kevésbé melegszik fel, míg télen nagyobb a lehűlése. Évi 550 milliméter átlagos csapadékmennyiségével az ország egyik legszárazabb, mégis egyben legkellemesebb éghajlatú települése.
A földtörténeti középkorban teljes területét a Tethys-óceán borította. Sekély vizében számos állat élt, mészvázuk ma mindenfelé megtalálható a falu környékén. A következő földtörténeti időszakokban a tenger többször visszahúzódott, majd ismét elborította a medencét. A talajt mészkő és az azt fedő lösz alkotja.
Zsámbék túlnyomó része a Zsámbéki-medence nyugati vízválasztó hegyvonulatán belülre, attól keletre esik, de a város közigazgatási területének egy kis hányada a Nyakas-hegy vonulatán túl helyezkedik el, és az ott lehulló, illetve ott fakadó vizek már nem a medence, hanem a Gerecse völgyei felé, észak-északnyugati irányban folynak el. A legfontosabb ezen vízfolyások közül a Bajna-Epöli-vízfolyás, melynek duzzasztással létrehozott vízterülete, a szintén nagyobbrészt zsámbéki területen fekvő Anyácsai-tó a környék legjelentősebb horgászvize.

## Közlekedés
Az M1-es autópályáról a 26-os kilométerénél van lehajtó Zsámbék felé, de elérhető az 1-es főút felől is.

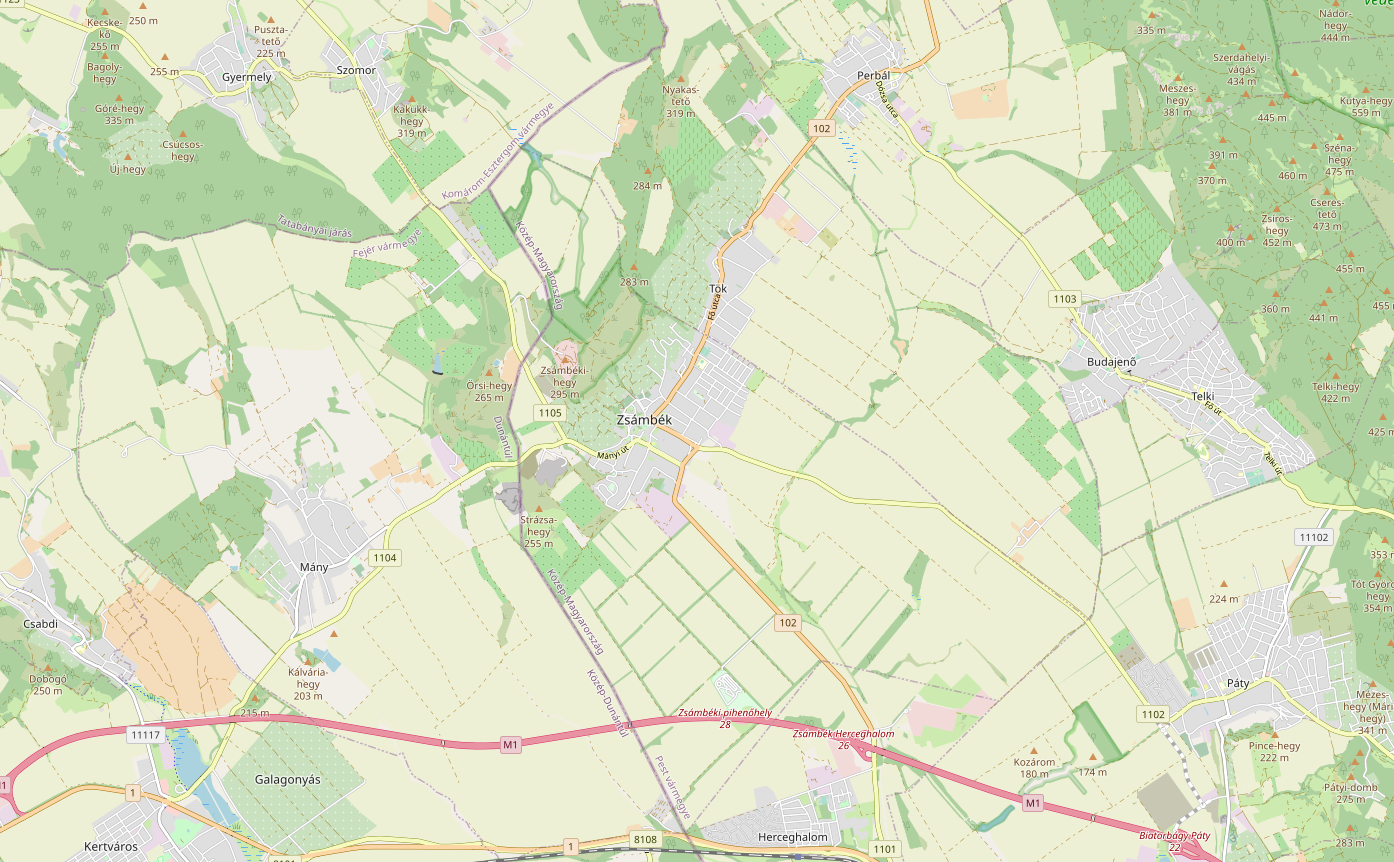
Zsámbék környékének térképe

Mivel a településen áthalad az 1-es főutat a 10-es főúttal összekötő 102-es út is, ezért a Pilis felől is jól megközelíthető. A 10-es főútról Piliscsabán és Pilisjászfalun is le lehet térni Zsámbék irányában. Mindkét útvonalon Tinnye, Perbál és Tök településeket érintve érünk a településre, utóbbi a 102-es út, amely megy tovább Herceghalom, az M1-es autópálya és az 1-es főút felé. [2013 előtt ez az út még négy számjegyű útvonal volt, Herceghalom felé az 1101-es, Tinnye felé az 1104-es számozást viselte.]
Budakeszi illetve Budapest II.-XII. kerülete felől két irányból is megközelíthető: Telki és Budajenő érintésével Perbálig az 1103-as, majd onnan Tökön át a 102-es úton, illetve Pátyon keresztül az 1102-es úton.
Megközelíthető még Bajna felől, Szomoron keresztül az 1105-ös úton, illetve Bicskéről az 1104-es úton.
Budapestről, a Kelenföld vasútállomástól induló 770-es, 774-es (csak egyes indulásai), 775-ös, 777-es, 798-as és 799-es, valamint Széll Kálmán térről induló 783-as, 784-es, 785-ös, 786-os, 787-es, 789-es, 791-es és 795-ös buszokkal lehet megközelíteni. Szombatra és vasárnapra virradó éjszakákon 922B jelzéssel is közlekedik autóbusz Budapest – Budakeszi – Páty útirányon át Zsámbékra, a viszonylat Zsámbék felé betér Telki, Budajenő, Perbál és Tök településekre is. Herceghalom felé a 788-as és 791-es buszokkal lehet utazni.
A településen nincs vasútállomás, legközelebb a Budapest–Hegyeshalom–Rajka-vasútvonal herceghalmi állomása található, 9 km-re.
A települést a jövőben az M1-es autópályát Esztergommal összekötő M100-as számú autóút fogja tehermentesíteni.

## Nevének eredete
A település neve puszta személynévből keletkezett, a latin sambucus (bodza) szóra vezethető vissza, és a Sambuch személynévvel kapcsolatos. A településnévnek a zsombék szóból való származtatása hibás.

## Története
Már a pattintottkő-korszakban is lakott volt, jelentős kelta eredetű eraviszkusz, római és avar leletek is előkerültek a környékről, így az itt feltárt kelta postakocsi maradványai (a Nemzeti Múzeumba kerültek) is azt bizonyítják, hogy a hely már akkor is utak menti település volt, vagy a 2. századból származó bronz harsona, amely legkorábbi hazai zenei emlékeink közé tartozik.
Zsámbék fénykora a honfoglalás utáni századokra esett, mivel a település az Esztergom és Székesfehérvár közötti kereskedelmi útvonal mentén feküdt.
Az 1050-es években kőtemplom állt itt. III. Béla király feleségének, a francia király húgának, Capet Margitnak a kíséretében 1186-ban az országba érkező Aynard lovagnak adományozta Zsámbékot és környékét. E család építtette 1220 körül a korábbi templom helyén a késő román kori gótikus háromhajós bazilikát, amely rom mivoltában is a magyar építészettörténet egyik kiemelkedő emléke.
Mellette található – szintén romos állapotban – a premontrei rend monostora.
A lovag először udvarházat építtetett, majd a tatárjárás után engedélyt kapott vár építésére. Ekkor épült fel a mai kastély helyén a kővár. A település első lakói az udvarház és a kolostor személyzetéhez tartozhattak, hamarosan azonban a fontos kereskedelmi útvonal mellett letelepedtek iparosok, kereskedők is.
A tatárok a templomot a községgel együtt elpusztították, de IV. Béla újjáépíttette.
A község birtoklását a 14. század végén a Maróthyak szerezték meg az Aynard családtól.
1467-ben Mátyás mezővárosi rangra emelte. A várat közvetlenül halála előtt fiának Corvin Jánosnak adományozta, aki annak földesura 1504-ig.

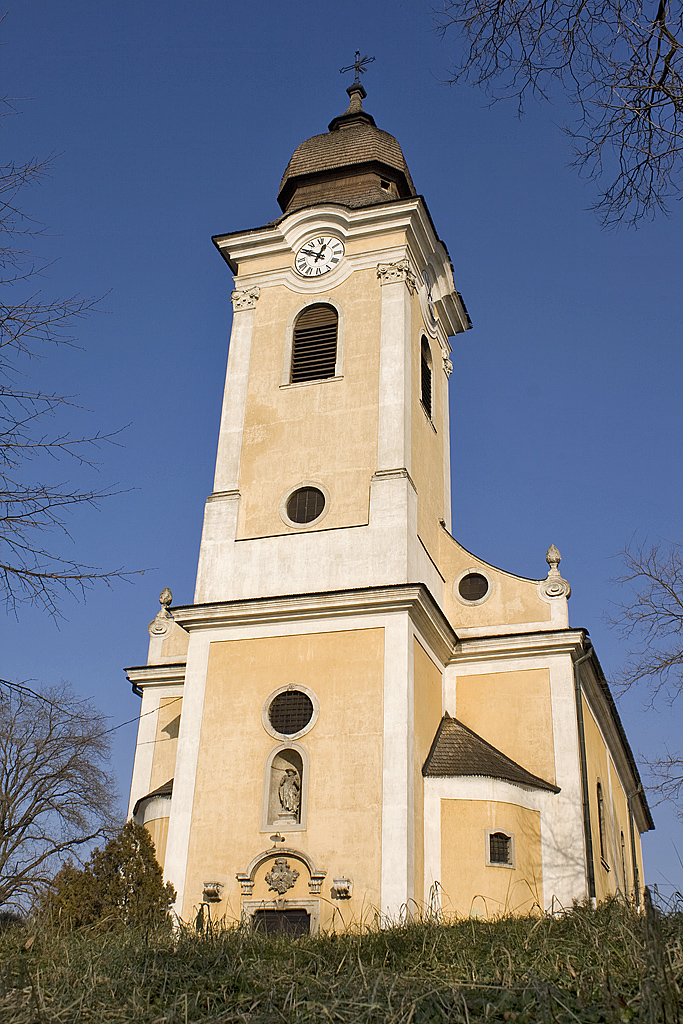
Római katolikus templom

1541-ben a törökök elfoglalták Zsámbékot, és 145 évig bitorolták, a fontos útvonal védelmére erősséget építettek itt.
Uralmuk alatt a harcokban rongálódott meg a templom és a kolostor, az utóbbiban – a feljegyzések szerint – még a 17. században is laktak. E korból származik a Török-kút is. Ebben az időszakban a falu sokat szenvedett, elvesztette korábbi jelentős szerepét, és elnéptelenedett.
1686-ban Bottyán János – a későbbi Vak Bottyán – a Fehérvárról Budára igyekvő törökök egy nagyobb lovascsapatát verte szét itt.
1689-ben a Zichy család vásárolta meg a települést, és az 1710-es években lerombolt vár helyén felépíttette a kora barokk várkastélyt.
A török idők alatt elmenekült illetve kihalt lakosok helyére a törökök kiűzése után sváb telepesek érkeztek (elsősorban a Kißlegg vidékéről), nekik köszönhető hogy a település gyors fejlődésnek indult, hamarosan ismét a mezővárosok közt szerepelt. A sváb lakosság fejlett borkultúrát hozott magával és megművelte a környék domboldalait, valamint ez időben kezdődött el a környék erdőinek kitermelése is, melyek faanyagát a budai várba adták el tűzifának. A falu lakói a reformáció hatására áttértek az új hitre, ennek a Zichyek vetettek véget, visszakényszerítve a lakosságot a katolikus egyházba (ekkor sokan elvándoroltak Kölesdre, ahol ma is található egy Zsámbéki utca).

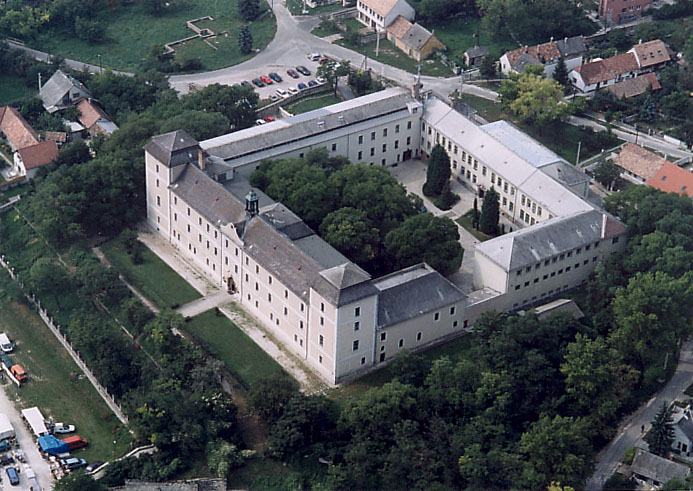
Várkastély

Templomát ismét helyreállították, de 1763-ban a nagy komáromi földrengéskor újra megrongálódott, azután nem építették újra, a telepesek elhordták építőköveit – ezek ma kerítésekben, pincékben, házak falaiban beépítve találhatóak. Ettől kezdve elhanyagolták, csupán a 19. század végétől – amikor a műemlékvédelem intézményessé vált – kezdték ismét gondozni, az időközben lebontott kolostor földalatti maradványaival együtt.
Az 1737–39-es pestis- és kolerajárvány emlékét, melyben a falu 827 lakosa halt meg, a kastéllyal szemben felállított fogadalmi szobor őrzi.
A második világháborúban ismét hadszíntér volt Zsámbék, 1944-ben a fővárost bekerítő hadmozdulatok egy része itt zajlott.
1946-ban a sváb lakosság 95%-át kitelepítették Németországba. Helyükre az Alföldről érkeztek telepesek.
2009. július 1. óta város.
2013. január 1. óta tartozik a Budakeszi járáshoz.

## Közélete

### Polgármesterei
- 1990–1994: Zink Imre (független)[7]
- 1994–1998: Zink Imre (független)[8]
- 1998–199?: Zink Imre (független)[9]
- 1999–2002: Dr. Fodor Miklós (MDF-Fidesz-FKgP)[10][11][12]
- 2003–2006: Horváth Gellértné (Szövetség Zsámbékért Egyesület)[13]
- 2006–2010: Lovas Lajos (Fidesz-KDNP)[14]
- 2010–2014: Csenger-Zalán Zsolt (Fidesz-KDNP)[15]
- 2014–2019: Horváth László (Fidesz-KDNP)[16]
- 2019–2024: Horváth László (Fidesz-KDNP)[17]
- 2024– : Horváth László (Fidesz-KDNP)[1]

A településen 1999. december 12-én időközi polgármester-választást tartottak, mert az előző év őszén másodszor újraválasztott, rendszerváltó polgármester nem sokkal az ismételt beiktatása után megbetegedett, és 1999 augusztusában elhunyt.
A 2002. október 20-án megtartott önkormányzati választás után, a polgármester-választás tekintetében Zsámbékon nem lehetett eredményt hirdetni, szavazategyenlőség miatt. Aznap a 3526 szavazásra jogosult lakos közül 1775 fő adta le szavazatát, 55-en érvénytelen szavazatot adtak le, az 1720 érvényes szavazat pedig épp fele-fele arányban oszlott meg a két jelölt – Horváth Gellértné, a Szövetség Zsámbékért Egyesület delegáltja és a független Soós Buzás Erzsébet – között. Az emiatt szükségessé vált időközi polgármester-választást 2003. április 27-én tartották meg; e választásnak két érdekessége is volt. Az egyik az, hogy az őszi holtverseny egyik érintettje, Soós Buzás Erzsébet el sem indult rajta, a másik pedig az, hogy egy másik jelölt, a szocialista Keserű János majdnem pontosan ugyanúgy megszorította Horváthnét, mint ahogy azt előzőleg ő tette: a polgármesteri posztról mindössze két szavazatnyi különbség döntött Horváthné javára.

## Népesség
A település népességének változása:
| Lakosok száma | 5199 | 5191 | 5569 | 5675 | 5688 | 5786 | 5836 |
|               | 2013 | 2014 | 2018 | 2021 | 2022 | 2023 | 2024 |

A 2011-es népszámlálás során a lakosok 85,4%-a magyarnak, 0,5% cigánynak, 0,2% lengyelnek, 6,4% németnek, 0,7% románnak, 0,2% szlováknak mondta magát (14,4% nem nyilatkozott; a kettős identitások miatt a végösszeg nagyobb lehet 100%-nál). A vallási megoszlás a következő volt: római katolikus 42,3%, református 11,1%, evangélikus 0,9%, görögkatolikus 0,8%, felekezeten kívüli 14% (29,2% nem nyilatkozott).
2022-ben a lakosság 89,3%-a vallotta magát magyarnak, 4,3% németnek, 0,5% cigánynak, 0,3% románnak, 0,3% ukránnak, 0,2% szlováknak, 0,1-0,1% szerbnek, lengyelnek, horvátnak, bolgárnak és ruszinnak, 4,1% egyéb, nem hazai nemzetiségűnek (10,4% nem nyilatkozott; a kettős identitások miatt a végösszeg nagyobb lehet 100%-nál). Vallásuk szerint 34,4% volt római katolikus, 11,1% református, 0,8% evangélikus, 0,8% görög katolikus, 0,2% ortodox, 1,4% egyéb keresztény, 0,9% egyéb katolikus, 12,6% felekezeten kívüli (37,5% nem válaszolt).

## Nevezetességei

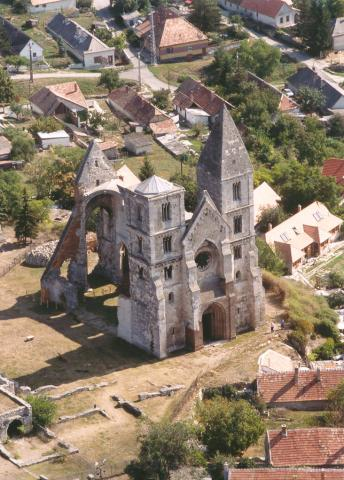
A zsámbéki templomrom

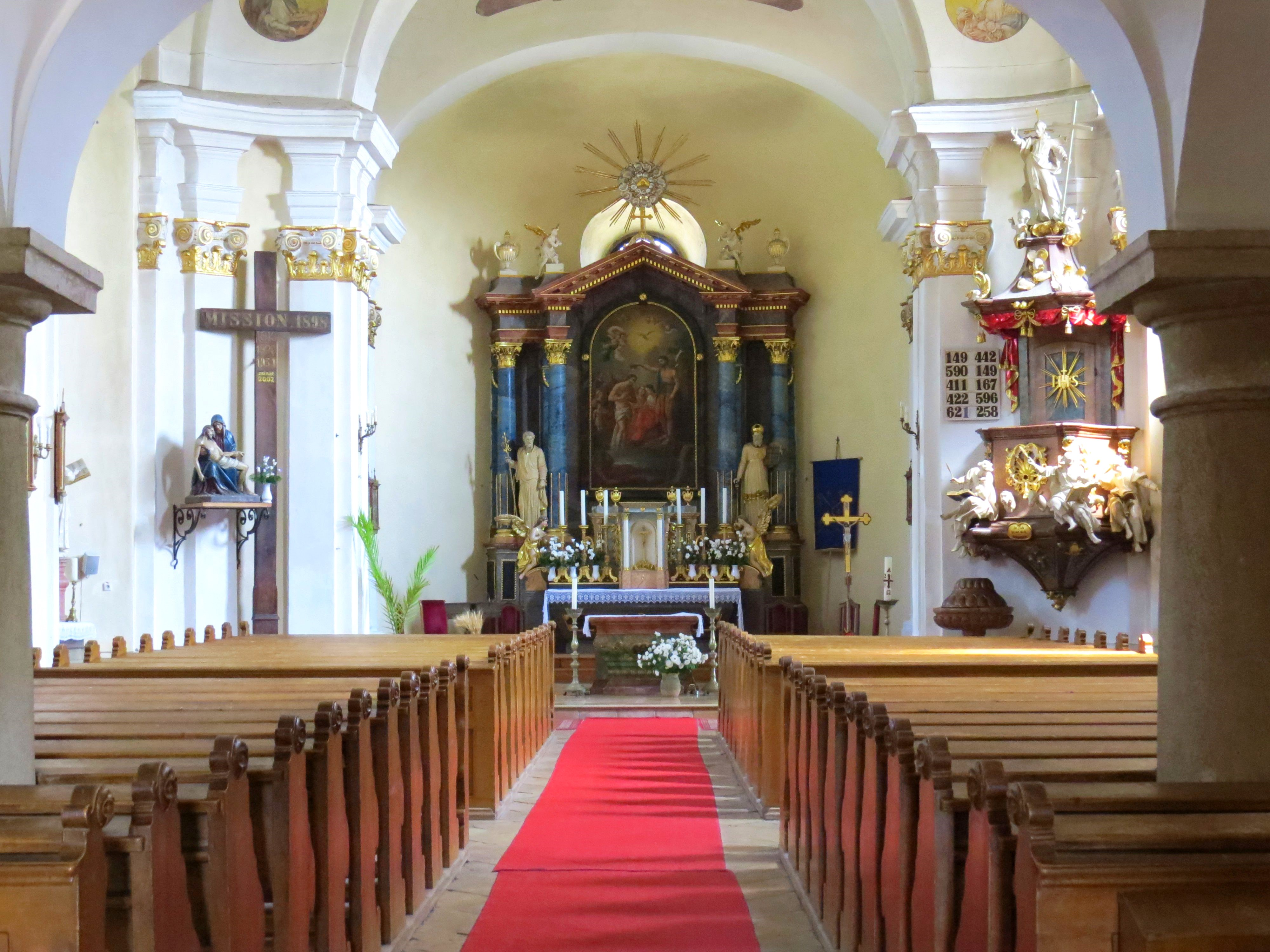
A zsámbéki barokk plébániatemplom belső tere

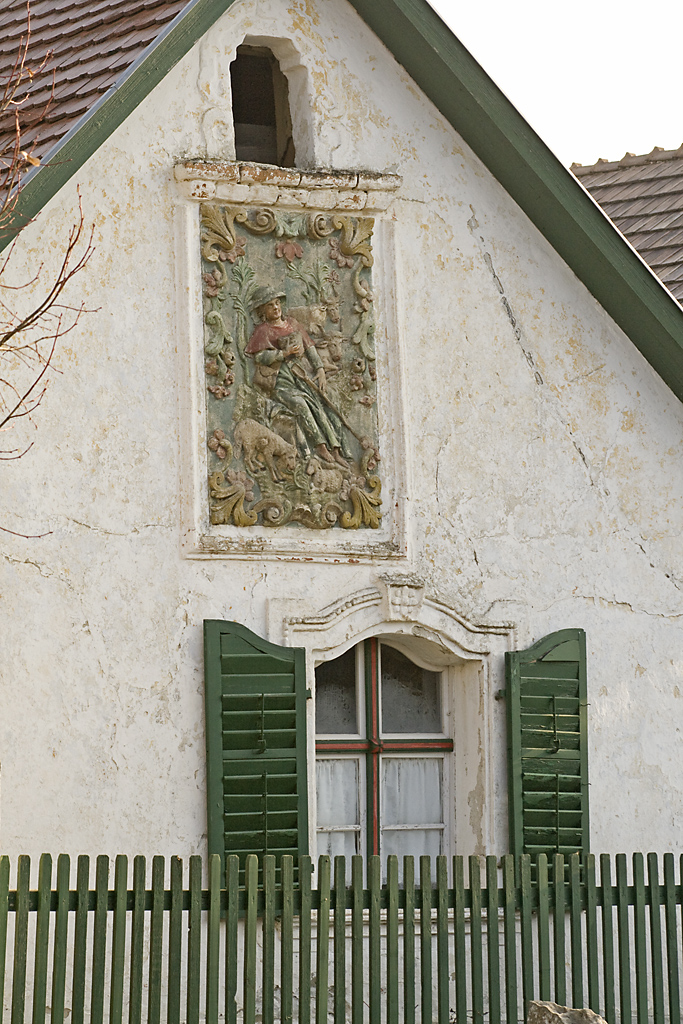
Szent Vendel-domborműves népi lakóház

- Premontrei kolostorrom Háromhajós premontrei bazilika és kolostor maradványai. Épült a 13. században (1220-34) késő román stílusban. A 15. században leégett, majd a pálosokhoz került, akik kora gótikus stílusban építették át.[21] 1763-ban a nagy komáromi földrengés rombolta le. Jelenleg a rom belső területe is látogatható. A hajdani kolostor dongaboltozatos termében kőtár tekinthető meg. Műemlék.
- Zsámbéki várkastély vagy Zichy-kastély

III.Béla (1148-1196) második feleségének, a francia Capet Margitnak kíséretével érkezett Aynard lovag kapta ajándékba Zsámbékot és építette meg kővárát, mely alapjául szolgált az 1700 években épült Zichy-kastélynak. A várat és uradalmat a törökök kiűzése után Zichy István gróf vette meg 1689-ben 30 000 forintért I. Lipót királytól, majd fia, Péter örökölte. A kastély kápolnáját 1716-ban szentelték fel Xavéri Szent Ferenc tiszteletére. A Zichy családtól a Korona birtokába került a többszörösen átalakított kastély, majd 1904-ben a svájci Szent Keresztről elnevezett Irgalmas Nővérek (Sororum Caritatis a Sancta Cruce) vették meg. Ők alakították ki az egyemeletes épületet négyzetes épülettömbbé. 1924-ben a kastélyt kétemeletesre bővítették. 1905-től elemi és polgári iskolai tanítás folyt. 1925-től női gazdasági iskola, 1929-től tanítóképző nyitotta meg kapuit. 1949–50-ben Mezőgazdasági Akadémia működött itt, majd Gödöllőre költözött. Az Tanítóképző Főiskola 1977-ben létesült mint az Esztergomi Főiskola kihelyezett tagozata. 2003-ban keletkezett tűzkár következményeképp 2004-től a Főiskola Vácon folytatta képzéseit. Műemlék.
- Török-kút

Korábbi feltételezések szerint az 1541-től 1689-ig Zsámbék várát végvárként használó törökök emlékét őrzi a török-kút. A község ivóvizét az 1960-as évek végéig, a törpevízmű megépítéséig innen hordták. A forrásvíz táplálja a Zárdakert tavait, majd a települést elhagyva a Békás-patakba ömlik. 1953 óta műemlék.
- Zárdakert

1908-ban került a Keresztes nővérek birtokába. A tóval, fákkal, kacskaringós utakkal rendelkező, fallal körülvett park volt az apácajelöltek imaterülete, egészségügyi sétájuk helyszíne. 2009 márciusa óta műemlék.
- Barokk templom

Zichy Miklós anyagi segítségével 1752-ben, három esztendő alatt épült fel az egyhajós katolikus templom. Belső berendezéseit Bebó Károly (Zichyék építési felügyelője, szobrász) 1754-ben fejezte be. A kapu felett Zichy és Berényi család kettős címere és félköríves fülkében Szent Vendel szobra látható. A templomkertben 1813-ban Gál József zsámbéki plébános munkája, Nepomuki Szent Jánost ábrázoló szobor fogadja a látogatókat. 1958 óta műemlék. Óraszerkezete, harangja, orgonája a wettenbergiek segítségével a közelmúltban került felújításra. Nyaranta a Premontrei esték keretében hétvégenként orgonahangversenyeknek ad otthont.
- Pestis-szobor (Immaculata)

1739-ben Zichy Miklós a Zsámbékot sújtó pestisjárvány elvonulásának emlékére állíttatta a barokk szobrot. Itt a lakosság fele, 828 ember esett áldozatul a halálos kórnak. Magyarország első pestis-szobrainak egyike. A község hányatott sorsú, kevésbé megbecsült emléke, védelemre és restaurációra szorul.
- Lámpamúzeum

Borus Ferenc 1979-ben megnyitott magángyűjteményében az 1750-es évektől látható mintegy 1200 világítóeszköz; a mécsesektől jó néhány világhírű porcelángyár petróleumlámpáiig. A gyűjtemény 1995-ben bekerült a Guinness Rekordok Könyvébe.
- Napórás iskola

1791-ben épült az emeletes iskola, mely 1983-ig szolgálta a tanítást. Itt diákoskodott Gungl József, magyarországi származású karmester és zeneszerző. A kor építészetének különleges emléke, 1983 óta városképi jelentőségű minősítést kapott a műemléki felügyelőségtől.
- Tájház

A környék egyik híres állattenyésztő-állattartója, Melchior Keller (Keller Menyhért) építtette, 1740 körül. Az épület jellegzetessége a homlokzatát díszítő, a pásztorok védőszentjét, Szent Vendelt ábrázoló dombormű, ami alapján messziről felismerhető. Az érdeklődőket helytörténeti kiállítás várja itt, festett, német parasztbútorok gyűjteménye mellett. Magyarország egyik legidősebb és legértékesebb tájháza, a szentendrei skanzen is igényt tartott volna rá. Műemlék.
- Magyar utca 1.

Klasszicista stílusú épület, lakóház a 19. század első feléből, kőfala a Török-kúthoz vezet ki. 1958 óta műemlék.
- Józsefvárosi pinceterület[23]

Festői környezetben az egykori pincevilág hangulata idéződik fel a település sűrűn lakott térségében. A Zsámbékot évszázadokon át éltető németek emlékparkja lesz ez az egykor 70 pincét magába foglaló izolált, gazdag élővilágú terület. Jelenleg tájrehabilitáció és pincerekonstrukció zajlik. 2006 óta műemlék.

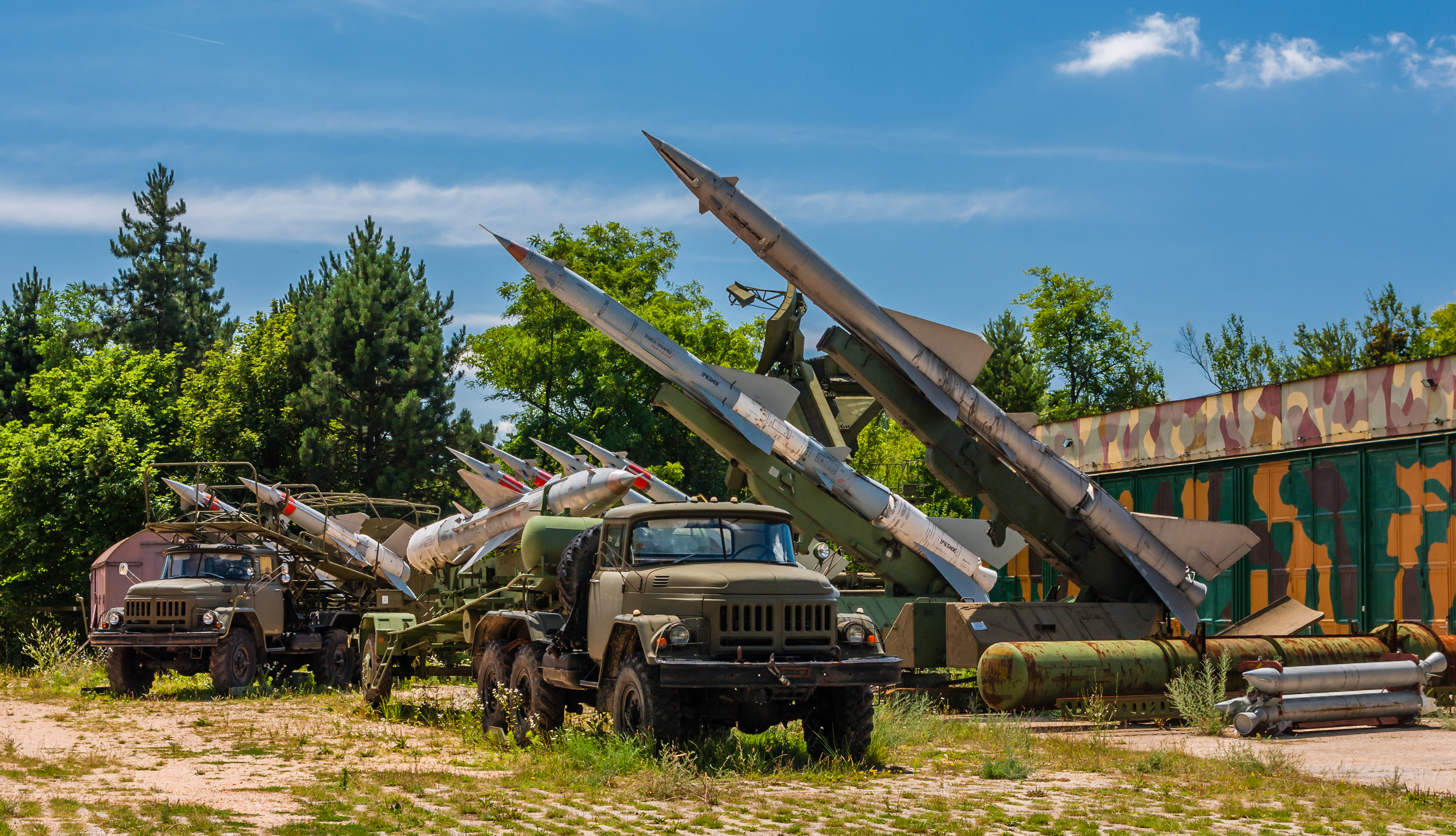
A Földi Telepítésű Magyar Légvédelmi Fegyvernem Múzeuma a zsámbéki rakétabázis – Zsámbéki Színházi és Művészeti Bázison, 2011 júliusában György Gábor fotóján

- Zsámbéki Nyári Színház nemzetközi kulturális fesztivál 1995-től és az azóta ennek a keretében zajló, 1983 óta működő Zsámbéki Szombatok rendezvénysorozat[24]
- Rakétabázis. Műemlék

Egykori szovjet rakétabázis, amely az 1990-es évekig üzemelt, majd a 2000-es években a Zsámbéki-medence Idegenforgalmi Egyesület égisze alatt kulturális (színházi és művészeti) központtá és múzeummá alakult. Ez utóbbi elsősorban a Magyar Néphadsereg légvédelmi eszközeit mutatta be, de akadtak második világháborús eszközök is, 2015-ben azonban a Honvédelmi Minisztérium a tulajdonában álló katonai műtárgyakat elkezdte elszállítani azzal a céllal, hogy más kiállítóhelyeken mutassák be őket. Az elszállítás eddig csak kis részben történt meg, ezért sok haditechnikai eszköz ma is megtekinthető. A kiállítás időszakosan van nyitva április és október között, minden szombaton 10-18h között. Idegenvezetéssel csoportok is bejuthatnak a helyi Touinform irodában időpontot egyeztetve (Zsámbék, Szent István tér 3. Tel: 0623342318). Az egykori rakétabázis területe ma műemléki és természetvédelmi védettséget is élvez. Az utóbbi években fesztiválok helyszíne is lett (http://yeast.hu/hu/festival), valamint tervben van főleg fiataloknak szóló Hadi Kulturális Központ létrehozása.[forrás?]
- Zsámbéki Színházi és Művészeti Bázis – a zsámbéki nyári színházi fesztivál egyik kiemelt helyszíne
- Légvédelmi Múzeum,
- Hősök a levegőben és földben repülésrégészeti kiállítás

- Vízimalom

A Herceghalomra vezető út mellett található Zsámbék kevés ipari emlékeinek egyike, a 18. században épített vízimalom maradványai.
- 2007. november végétől szolgáltatta az önkormányzat a Zsámbék.Free[30] ingyen internetet Magyarországon egyedülállóan a településen élők többsége számára elérhetően (vö. Wifi-falu).[31] Ehhez három 2,4 GHz-es 802.11b WiFi hotspot került telepítésre (Nyakason a tiszti házakkal szemben, másik kettő pedig az általános iskola antennaárbócán), melyeket az adók közvetlen közelében üzemeltetett klienssel (például egy laptop) vagy fixen telepített kültéri antennával és közvetlen rálátással lehet használni. Egy 2008-as leírás szerint a hozzáférést 256 Kbps és 32 Kbps le- illetve feltöltési sebességen maximálták, amit legfeljebb napi 8 órán keresztül lehetett használni.[32]

## Testvértelepülések
- Wettenberg (Németország) – 1988

A város első külföldi partnerkapcsolata a kitelepített zsámbéki német nemzetiségi lakosok és az itthon maradt rokonok, ismerősök személyes, 1985-től rendszeressé váló kapcsolatfelvételeiből érett 1988-ra hivatalos partnerkapcsolattá.
- Homoródszentpéter és Homoródszentpál (Románia)
- Városfalva (Románia)
- Recsenyéd (Románia)
- Miglianico (Olaszország)
- Zawiercie (Lengyelország)[34]

## Nevezetes emberek
- Gungl József 19. századi zeneszerző, akinek emléktábla őrzi nevét a faluban.
- Itt született Reich Ignác (1821–1887) író, költő, tanár, műfordító.
- Itt született 1821. március 21-én Molnár József festőművész.
- Itt született 1873-ban Barcza Lajos szobrászművész.
- Itt született Gerecs Árpád (1903–1982) vegyészmérnök, kémikus, az MTA tagja.
- A településen él és alkot Melocco Miklós szobrász.
- Itt él Lackfi János költő.
- Itt él Keresztes Nagy Árpád kobzos regős-históriás énekmondó.
- Johann Faul-Farkas (1885–1945) újságíró, szónok, író és politikus
- Payer András zeneszerző, könnyűzenei énekes 1991-től 2011-ig, haláláig itt élt.[forrás?]
- Itt született 1744. március 4-én Kindermann József Károly utazó, térképkészítő.
- Itt él Szarvas József színművész.[35]
- Itt született és itt él Sándor Antal (1948 Zsámbék) szobrászművész.

### Weboldalak
- Zsámbéki sváb hagyományok, történetek és aktuális rendezvények közösségi oldala Archiválva 2021. február 25-i dátummal a Wayback Machine-ben
- Zsámbékkal kapcsolatos oldalak gyűjteménye
- Zsámbéki Romtemplom Archiválva 2010. június 16-i dátummal a Wayback Machine-ben
- Zsámbék, Józsefvárosi pinceterület, Lamgrub Egyesület honlapja
- Zsámbék város "nem hivatalos" weboldala, sok fotóval
- Zsámbék a funiq.hu-n

### Nyomtatott irodalom
- Jávorka Péter (1961): Zsámbék és környéke (Pest megyei tájak sorozat), Pest Megyei Tanács Idegenforgalmi hivatala, Budapest
- Dercsényi D. (1972): Románkori építészet Magyarországon. Corvina, Budapest
- Gerevich T. (1938): Magyarország románkori emlékei (Die romanische Denkmäler Ungarns.) Egyetemi nyomda. Budapest
- Gerő, L. (1984): Magyar műemléki ABC (Hungarian Architectural Heritage ABC.) Budapest
- Gervers-Molnár, V. (1972): A középkori Magyarország rotundái (Rotunda in the Medieval Hungary). Akadémiai, Budapest
- Henszlmann, I. (1876): Magyarország ó-keresztyén, román és átmeneti stylü mű-emlékeinek rövid ismertetése (Old-Christian, Romanesque and Transitional Style Architecture in Hungary). Királyi Magyar Egyetemi Nyomda, Budapest
- Jelli, Martin A.: Heimatverein Schambek/Zsámbék, Bd. I-II. Stuttgart, 1988, III. Stuttgart, 1992
- Móser Zoltán: Zsámbék avagy A mulandóság dicsérete; Kairosz, Budapest, 2001
- Parti Nagy Elemér–W. Hajdi Márta: Zsámbék, Lámpamúzeum; TKM Egyesület, Budapest, 2005 (Tájak, korok, múzeumok kiskönyvtára)
- Pati Nagy Elemér: Zsámbék; 4. bőv. kiad.; Zsámbéki Szombatok Nyári Színház, Művelődési Ház és Tourinform Iroda, Zsámbék, 2009
- A zsámbéki református magyarok történetéből; összeáll. Bereczky Zoltán, Matyó Lajos; Zsámbéki Református Egyházközség, Zsámbék, 2017
- Mészáros Árpád–Scharle Krisztina: Zsámbék központi tere egy család emlékezetében. Visszaemlékezés-gyűjtemény; kieg. Blahó Tibor; Önkormányzat, Zsámbék, 2018 (Mesélő Zsámbék)
- Tafferner Tamás: A zsámbéki Immaculata pestis-emlékoszlop. Monográfia; Önkormányzat, Zsámbék, 2019 (Mesélő Zsámbék)
- Mesélő múlt. Zsámbék versekben, novellákban, tanulmányokban, fotókon és festményeken. Antológia; Önkormányzat, Zsámbék, 2020 (Mesélő Zsámbék)
- Szász Éva: Két kerékkel Zsámbékon és környékén. Természet- és kultúrtörténeti kerékpáros tanösvény-kalauz; Zsámbéki-medence Idegenforgalmi Egyesület, Zsámbék, 2021
- Martin Anton Jelli: Zsámbék története. Jelli Páter nyomán; Önkormányzat, Zsámbék, 2022
- Valter Ilona: "Tekintsd e művet, Isten". A zsámbéki premontrei templom és kolostor története; Gödöllői Premontrei Apátság, Gödöllő, 2023